# Jerzy Pilch

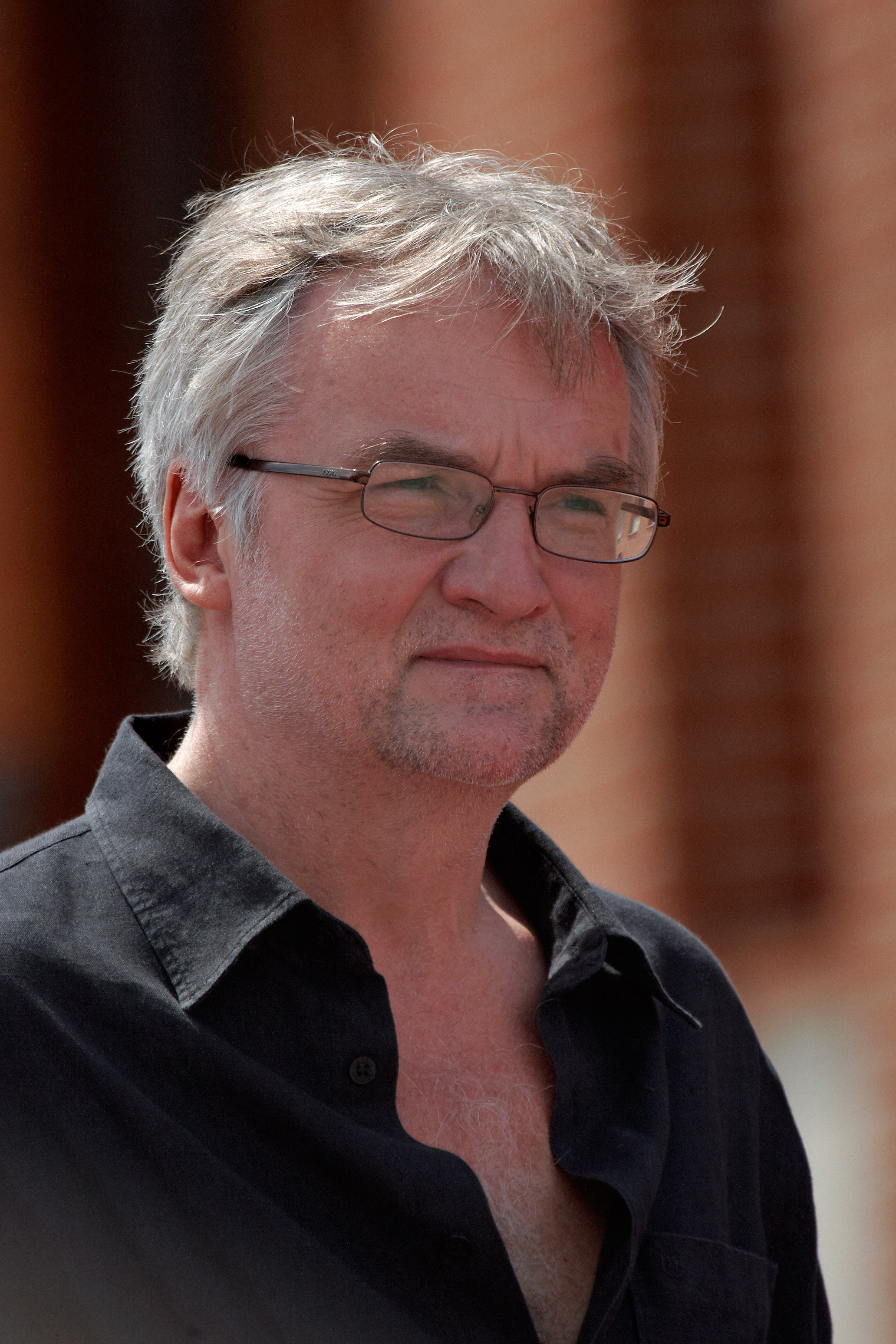
Jerzy Pilch (2008)

Jerzy Pilch (* 10. August 1952 in Wisła; † 29. Mai 2020 in Kielce) war ein polnischer Schriftsteller.

## Leben
Pilch studierte Polonistik an der Jagiellonen-Universität in Krakau. Anschließend arbeitete er von 1989 bis 1999 als Redakteur bei der namhaften liberal-katholischen Wochenzeitung Tygodnik Powszechny. Von da an war er freier Schriftsteller und bis 2006 Feuilletonist der Wochenzeitung Polityka. Anschließend wechselte er in derselben Funktion zur Tageszeitung Dziennik (Axel Springer Polska).
Bereits 1989 erhielt er den von Exilpolen gestifteten und hauptsächlich an jüngere Autoren verliehenen Kościelski-Preis. 2001 wurde er mit dem namhaftesten polnischen Literaturpreis, der Nike ausgezeichnet.
In seinen präzis geschilderten, sprachlich elaborierten Werken fehlen nicht Aspekte der Komik, der Zuspitzung und Groteske, nicht zuletzt in der Beschreibung seiner Heimat, des Teschener Schlesiens und des protestantischen Minderheitenmilieus (die Stadt Wisła selbst ist die einzige Stadt in Polen mit protestantischer Mehrheit), dem er auch selbst angehörte.

## Werke (Auswahl)
- Wyznania twórcy pokątnej literatury erotycznej (1988)
- Spis cudzołożnic. Proza podróżna (1993)
- Rozpacz z powodu utraty furmanki (1994)
- Monolog z lisiej jamy (1996)
- Tezy o głupocie, piciu i umieraniu (1997)
- Tysiąc spokojnych miast  (dt.: Tausend stille Städte, 1997)
- Bezpowrotnie utracona leworęczność (1998)
- Opowieści wigilijne (2000), Erzählband, zusammen mit Olga Tokarczuk und Andrzej Stasiuk herausgegeben
- Pod Mocnym Aniołem (2000) (dt.: Zum starken Engel. Luchterhand, München 2002, ISBN 3630871313)
- Inne rozkosze (2000) (dt.: Andere Lüste. Volk und Welt, Berlin 2000, ISBN 3353011447)
- Upadek człowieka pod Dworcem Centralnym (2002)
- Miasto utrapienia (2004) (dt.: Die Talente und Obsessionen des Patryk W., Dt. Taschenbuchverlag, München 2008, ISBN 978-3-423-24662-0)
- Narty Ojca Świętego (2004)
- Moje pierwsze samobójstwo (dt.: Mein erster Selbstmord, 2006)
- Pociąg do życia wiecznego (2008), Sammlung feuilletonistischer Artikel
- Marsz Polonia (2008)
- Sobowtór zięcia Tołstoja (2010)
- Dziennik (2012)
- Wiele demonów (2013)